# Melissoptila micheneri
Melissoptila micheneri är en biart som beskrevs av Genaro 2001. Melissoptila micheneri ingår i släktet Melissoptila och familjen långtungebin. Inga underarter finns listade i Catalogue of Life.